# Катастрофа Ту-154 в Омске
Катастрофа Ту-154 в Омске — крупная авиационная катастрофа, произошедшая в четверг 11 октября 1984 года. Авиалайнер Ту-154Б-1 авиакомпании «Аэрофлот» выполнял внутренний рейс SU-3352 по маршруту Краснодар—Омск—Новосибирск, но на пробеге после посадки в аэропорту Омска столкнулся с тремя аэродромными машинами, производившими снегоуборочные работы на ВПП, и разрушился. Из находившихся на его борту 179 человек (170 пассажиров и 9 членов экипажа) выжили 5, также погибли ещё 4 человека на земле.
На 2024 год это крупнейшая по числу жертв авиакатастрофа на территории России.

## Самолёт
Ту-154Б-1 (регистрационный номер СССР-85243, заводской 77А243, серийный 0243) был выпущен Куйбышевским авиационным заводом (КуАПО) в ноябре 1977 года. 9 декабря того же года был передан авиакомпании «Аэрофлот» (с 9 декабря 1977 года по 2 декабря 1978 года — МГА СССР, Московское Территориальное УГА, Внуковское ПО ГА; со 2 декабря 1978 года — МГА СССР, Западно-Сибирское УГА, Толмачёвский ОАО). Оснащён тремя турбовентиляторными двигателями НК-8-2У производства Казанского моторостроительного производственного объединения (КМПО).

## Экипаж
Самолётом управлял опытный экипаж из 384-го лётного отряда (Толмачёвский объединённый авиаотряд), его состав был таким:
- Командир воздушного судна (КВС) — 49-летний Борис Петрович Степанов. Налетал 16 365 часов, 1846 из них на Ту-154.
- Второй пилот — 47-летний Анатолий Ячменёв. Налетал на Ту-154 2748 часов.
- Штурман — Юрий Блажин.
- Бортинженер — Виталий Пронозин.

В салоне самолёта работали 5 бортпроводников: Виктория Чупина (старший бортпроводник), Марина Василюк, Елена Решетова, Татьяна Губаненко и Константин Клепинин.

## Хронология событий
В 02:37 OMST 11 октября (23:37 MSK 10 октября) рейс SU-3352 вылетел из аэропорта Пашковский в Краснодаре. Выполнял его Ту-154Б-1 борт СССР-85243, на его борту находились 9 членов экипажа и 170 пассажиров (146 взрослых и 24 ребёнка), а также 2700 килограммов багажа, 1600 килограммов груза и 306 килограммов почты. Взлётная масса самолёта и центровка не выходили за установленные пределы.
Полёт выполнялся в штатном режиме. Погода к моменту прибытия самолёта в аэропорт Омска была: ветер 130º (юго-восточный) 7 м/с, порывы 9 м/с, видимость на ВПП 3000 метров, дождь, дымка, облачность 10 баллов слоисто-дождевая, разорванно-дождевая, высотой 110 метров, температура воздуха +3º С, атмосферное давление на уровне ВПП 742 мм рт. ст., коэффициент сцепления на ВПП 0,42. Метеорологические условия были сложными, но соответствовали метеоминимуму КВС. При входе в глиссаду на предпосадочной прямой экипаж доложил 23-летнему авиадиспетчеру стартового диспетчерского пункта Андрею Бородаенко о готовности к посадке, но ответа на запрос не получил, и после повторного запроса посадка ему была разрешена. ДПРМ и БПРМ самолёт прошёл на установленных высотах без отклонений по курсу.
На высоте 100 метров лайнер вышел из облаков и командир дал команду о включении фар. Однако в моросящих осадках создался световой экран, ухудшающий видимость, поэтому фары были выключены. После доклада штурмана о видимости огней подхода и установления контакта с наземными ориентирами КВС на высоте принятия решения сообщил экипажу: Садимся. После пролёта БПРМ фары были снова включены и командир заметил на ВПП нечеткие очертания каких-то предметов; спросив: Что там на полосе?, он получил ответ от штурмана: Да, отсвечивает что-то. Все три автомашины, работавшие на ВПП — снегоуборщики «КрАЗ-258» и «Урал-375Д» и автомобиль «УАЗ-469» — не были оборудованы проблесковыми маяками и радиостанциями для прослушивания эфира. Через 1 секунду после касания шасси самолёта поверхности ВПП экипаж заметил впереди в свете посадочных фар автомобиль «УАЗ-469» и начал отворачивать самолёт вправо, но было уже поздно. В 05:39 OMST (02:39 MSK) рейс SU-3352 столкнулся со снегоуборщиками. На обоих снегоуборщиках были ёмкости с керосином по 7,5 тонн каждая, которые после столкновения взорвались. В результате мощного удара и взрыва лайнер развернуло влево и разорвало на две части, его носовая часть с крыльями перевернулась и загорелась. Поврежденный в результате столкновения самолёт остановился на ВПП в 95 метрах от здания аэропорта Омск-Центральный. События развивались настолько стремительно, что эвакуация пассажиров из горящего самолёта оказалась невозможной.
В катастрофе погибли 178 человек — 174 человека в самолёте (5 членов экипажа (все бортпроводники) и 169 пассажиров) и 4 работника наземных служб на автомобилях. Выжили 5 человек — 4 члена экипажа (все 4 пилота) и 1 пассажир (Анатолий Бордоносов); ранения из них получили второй пилот и пассажир (КВС, штурман и бортинженер не пострадали).

## Расследование
Катастрофа произошла по вине авиадиспетчера стартового диспетчерского пункта, заснувшего на рабочем месте. Разрешив выезд машин на ВПП, он не включил световое табло «ВПП ЗАНЯТА».
По итогам расследования Омский областной суд приговорил виновных в катастрофе к разным срокам заключения:
- руководитель полётов Борис Ишалов и диспетчер стартового диспетчерского пункта Андрей Бородаенко были осуждены на 15 лет,
- авиадиспетчер посадки Василий Огородников — на 13[4],
- Михаил Токарев (начальник погибшего мастера аэродромной службы Ивана Прохорова) — на 12 лет общего режима[5].

Бородаенко, по одной из версий, покончил с собой после выпуска из колонии. В 1988 году один из осужденных был освобожден.

## Цитаты
Так однажды ночью заходил на посадку в Омске Ту-154, в очень сложных условиях: низкая облачность, моросящий дождь со снегом, ограниченная видимость. Ко времени посадки полоса покрылась недопустимо большим слоем слякоти, и РП дал команду на её очистку. Несколько тепловых машин сушили полосу; оранжевых маячков и радиосвязи у них не было. Глухая ночь, единственный самолёт висел на подходе, люди работали на полосе, а диспетчера старта одолевала дрёма. Каким образом он упустил реальное положение вещей, неизвестно, но факт: диспетчер старта к моменту посадки самолёта не знал, что на полосе работала техника.
Там было много чего не согласовано, и многие инструкции были нарушены. В результате получилось так, что когда экипаж, пробившись сквозь непогоду, запросил посадку, диспетчер старта бездумно, автоматически доложил: «Полоса свободна». И диспетчер посадки, ориентируясь на доклад разгильдяя, посадку разрешил.
Капитан корабля увидел колонну машин прямо перед собой только на выравнивании, после установки малого газа. Он ничего не успел сделать. Самолёт весом 80 тонн на скорости 260 километров в час приземлился на колонну автомобилей.
В этой катастрофе чудом уцелел только экипаж. Оторвавшаяся кабина долго кувыркалась по бетону, а когда остановилась и лётчики, отстегнув ремни, смогли из неё выбраться, позади себя на полосе они увидели то, чего не дай Бог увидеть никому.
— Василий Ершов. «Раздумья ездового пса» (глава «Обтекатели»)